# Ahmed Hussein Adan
Ahmed Hussein Adan (Irak; 1 de julio de 1977) es un exfutbolista de Irak que jugaba en la posición de centrocampista.

## Carrera

### Club
| Periodo   | Club           |
| --------- | -------------- |
| 1997-2001 | Al-Zawraa      |
| 2001-2003 | Al-Shorta SC   |
| 2003-2007 | Naft Al-Janoob |

### Selección nacional
Jugó para Irak en cuatro ocasiones de 1998 a 2001 y no anotó goles; participó en la Copa Asiática 2000.

## Logros
- Liga Premier de Irak:

1998/99, 1999/00
- Copa de Irak:

1997/98, 1998/99, 1999/00, 2001/02, 2002/03
- Copa Elite Iraquí:

1999, 2001, 2002
- Supercopa de Irak:

1998, 1999, 2000